# Lovilia
Lovilia är en ort i Monroe County i Iowa. Vid 2010 års folkräkning hade Lovilia 538 invånare.